# Loud (organização)
Loud (estilizado em maiúsculas) é uma das maiores organizações brasileiras de esportes eletrônicos com equipes que competem em Free Fire, League of Legends, Valorant, Fortnite, Brawl Stars e Rainbow Six Siege. Fundada em 2019, a LOUD é a organização de esportes eletrônicos com maior número de seguidores nas redes sociais do Brasil e a segunda maior do mundo. Em 2022, a equipe de Valorant da LOUD ganhou o prêmio de Melhor Equipe de Esportes Eletrônicos no Esports Awards e no The Game Awards.

## História
A LOUD foi criada em 28 de fevereiro de 2019 pelo youtuber Bruno "PlayHard" Oliveira junto com os empresários Jean Ortega e Mathew Ho. Desde o início, a LOUD se concentrou em criar vídeos no YouTube e popularizar seus jogadores e influenciadores. Sendo uma das pioneiras desse modelo no Brasil, a LOUD se tornou a primeira organização brasileira de esportes eletrônicos a atingir 1 bilhão de visualizações.
A LOUD começou com uma equipe de Free Fire, chegando a competir na Liga Brasileira de Free Fire (LBFF).
Em 2020, a Riot Games anunciou a LOUD como uma das equipes selecionadas para participar do Campeonato Brasileiro de League of Legends (CBLOL) a partir da temporada 2021.
Em 2021, a LOUD foi a equipe que mais ganhou seguidores no Twitter e se tornou a mais seguida no Instagram. Em agosto de 2022, a organização se tornou a quarta mais assistida do mundo na Twitch.
No ano de 2022, a LOUD anunciou uma equipe de Valorant com um elenco já montado pelos jogadores Gustavo "Sacy" Rossi e Matias "Saadhak" Delipetro.
No dia 28 de outubro de 2022, a LOUD anunciou o influenciador digital Iran Ferreira, mais conhecido como Luva de Pedreiro, como embaixador. Antes de ingressar na LOUD, Iran já era conhecido popularmente em todo o mundo, principalmente no cenário do futebol, onde já recebia atenção de jogadores como Neymar e Cristiano Ronaldo.
No final de 2023, a LOUD anuncia a integração do atleta de futebol, Vinícius Júnior, como o novo embaixador da organização e também como parte da diretoria. O anúncio foi feito através do Twitter do mesmo, e também pelo Twitter da Loud.
Em maio de 2024, a LOUD foi anunciada como membro do Programa de Apoio a Clubes da Esports World Cup Foundation, administrado pela Esports World Cup Foundation, que é financiada pelo Fundo de Investimento Público da Arábia Saudita. Este programa de parceria oferece às equipes um estipêndio único de seis dígitos se uma organização estiver disposta a entrar em novos esportes eletrônicos, bem como financiamento adicional a cada ano se aumentarem a audiência e o envolvimento dos fãs na série de torneios da Copa do Mundo de esportes eletrônicos.
No dia 13 de junho de 2024, através do investimento do Programa de Apoio a Clubes da Esports World Cup Foundation, a LOUD anunciou a entrada em 3 novos jogos para a disputa da Esports World Cup, sendo o Rocket League, EA Sports FC 24 e a sua retornada ao Fortnite.
No final do mês de junho de 2024, a LOUD anuncia Darlan Souza, estrela da seleção brasileira de vôlei, como novo embaixador. Torcedor declarado da organização, ele agora faz parte de um elenco de ícones da GenZ.
Em fevereiro de 2025, a LOUD aposta em Brawl Stars. A sua campanha promovida por uma "desentendimento" entre o pro-player VTzim, e os criadores de conteúdo Sr.Igu e Pitbullfera. Dias após as postagens dessa rixa, Bruno "PlayHard" anuncia a entrada do time Calabresos F/A, que passa a ser a nova equipe de Brawl da LOUD.
Em março de 2025, a LOUD garantiu vaga no programa de parceiros do Esports World Cup. Ao lado de 39 equipes, a LOUD foi selecionada pelo segundo ano consecutivo para o programa de parceiros do Esports World Cup Foundation (EWCF).

## Modalidades
- Brawl Stars
- EA Sports FC
- Fortnite
- Free Fire
- League of Legends
- Rainbow Six Siege
- Rocket League
- Valorant

### Free Fire
Capitão

### League of Legends
R Reserva

### VALORANT
Capitão

### Brawl Stars
Capitão

### Rainbow Six Siege
Capitão

### Futebol 7 (Kings League)
Última atualização: 23 de abril de 2025.
 Jogador wildcard

## Títulos

### Free Fire
| CONTINENTAIS                       | CONTINENTAIS                 | CONTINENTAIS | CONTINENTAIS  |
|                                    | Competição                   | Títulos      | Temporadas    |
| ---------------------------------- | ---------------------------- | ------------ | ------------- |
| Americas (orthographic projection) | Copa America                 | 1            | 2019/20       |
| REGIONAIS                          |                              |              |               |
|                                    | Competição                   | Títulos      | Temporadas    |
| Orthographic map of Brazil         | Liga Brasileira de Free Fire | 2            | 2022.3 e 2023 |

### League of Legends
| REGIONAIS                  | REGIONAIS                                  | REGIONAIS | REGIONAIS                       |
|                            | Competição                                 | Títulos   | Temporadas                      |
| -------------------------- | ------------------------------------------ | --------- | ------------------------------- |
| Orthographic map of Brazil | Campeonato Brasileiro de League of Legends | 4         | 2022.2, 2023.1, 2023.2 e 2024.1 |

### VALORANT
| MUNDIAIS                                                               | MUNDIAIS                    | MUNDIAIS | MUNDIAIS        |
|                                                                        | Competição                  | Títulos  | Temporadas      |
| ---------------------------------------------------------------------- | --------------------------- | -------- | --------------- |
| Cloudless earth globe animation, rotating west to east at about 8 RPM. | VALORANT Champions          | 1        | 2022            |
| REGIONAIS                                                              |                             |          |                 |
|                                                                        | Competição                  | Títulos  | Temporadas      |
| Americas (orthographic projection)                                     | VALORANT Americas           | 1        | 2023            |
| Orthographic map of Brazil                                             | VALORANT Challengers Brazil | 2        | 2022.1 e 2022.2 |

 Campeão invicto

### Brawl Stars
| REGIONAIS                               | REGIONAIS                                | REGIONAIS | REGIONAIS       |
|                                         | Competição                               | Títulos   | Temporadas      |
| --------------------------------------- | ---------------------------------------- | --------- | --------------- |
| South America (orthographic projection) | Brawl Stars Championship: Monthly Finals | 2         | 2025.3 e 2025.4 |

 Campeão invicto

## Estatísticas

### Campanhas de destaque

#### Free Fire
| MUNDIAIS                                                               | MUNDIAIS                              | MUNDIAIS          | MUNDIAIS        | MUNDIAIS       | MUNDIAIS       |
|                                                                        | Competição                            |                   |                 |                |                |
| ---------------------------------------------------------------------- | ------------------------------------- | ----------------- | --------------- | -------------- | -------------- |
| Cloudless earth globe animation, rotating west to east at about 8 RPM. | Free Fire World Series                | 0 (não possui)    | 1 (2021)        | 0 (não possui) | 0 (não possui) |
| INTERCONTINENTAIS                                                      |                                       |                   |                 |                |                |
|                                                                        | Competição                            |                   |                 |                |                |
| Cloudless earth globe animation, rotating west to east at about 8 RPM. | ESL Snapdragon Pro Series - Masters   | 0 (não possui)    | 0 (não possui)  | 0 (não possui) | 1 (2024)       |
| CONTINENTAIS                                                           |                                       |                   |                 |                |                |
|                                                                        | Competição                            |                   |                 |                |                |
| Americas (orthographic projection)                                     | ESL Snapdragon Pro Series - Challenge | 0 (não possui)    | 1 (2024.1)      | 1 (2024.2)     | 0 (não possui) |
| Americas (orthographic projection)                                     | Copa America                          | 1 (2019/20)       | 0 (não possui)  | 0 (não possui) | 0 (não possui) |
| REGIONAIS                                                              |                                       |                   |                 |                |                |
|                                                                        | Competição                            |                   |                 |                |                |
| Orthographic map of Brazil                                             | C.O.P.A. Free Fire                    | 0 (não possui)    | 2 (2022 e 2023) | 1 (2025)       | 0 (não possui) |
| Orthographic map of Brazil                                             | Liga Brasileira de Free Fire          | 2 (2022.3 e 2023) | 1 (2021.1)      | 1 (2020.1)     | 1 (2021.3)     |
| Orthographic map of Brazil                                             | Free Fire Pro League Brazil           | 0 (não possui)    | 1 (2019.3)      | 0 (não possui) | 0 (não possui) |

#### League of Legends
| REGIONAIS                  | REGIONAIS                                  | REGIONAIS                           | REGIONAIS      | REGIONAIS      | REGIONAIS  |
|                            | Competição                                 |                                     |                |                |            |
| -------------------------- | ------------------------------------------ | ----------------------------------- | -------------- | -------------- | ---------- |
| Orthographic map of Brazil | Campeonato Brasileiro de League of Legends | 4 (2022.2, 2023.1, 2023.2 e 2024.1) | 0 (não possui) | 0 (não possui) | 1 (2024.2) |

| REGIONAIS                  | REGIONAIS                                          | REGIONAIS      | REGIONAIS      | REGIONAIS           | REGIONAIS  |
|                            | Competição                                         |                |                |                     |            |
| -------------------------- | -------------------------------------------------- | -------------- | -------------- | ------------------- | ---------- |
| Orthographic map of Brazil | Campeonato Brasileiro de League of Legends Academy | 0 (não possui) | 0 (não possui) | 2 (2022.1 e 2022.2) | 1 (2024.1) |

#### VALORANT
| MUNDIAIS                                                               | MUNDIAIS                    | MUNDIAIS            | MUNDIAIS       | MUNDIAIS       | MUNDIAIS       |
|                                                                        | Competição                  |                     |                |                |                |
| ---------------------------------------------------------------------- | --------------------------- | ------------------- | -------------- | -------------- | -------------- |
| Cloudless earth globe animation, rotating west to east at about 8 RPM. | VALORANT Champions          | 1 (2022)            | 0 (não possui) | 1 (2023)       | 0 (não possui) |
| INTERCONTINENTAIS                                                      |                             |                     |                |                |                |
|                                                                        | Competição                  |                     |                |                |                |
| Cloudless earth globe animation, rotating west to east at about 8 RPM. | VALORANT LOCK//IN           | 0 (não possui)      | 1 (2023)       | 0 (não possui) | 0 (não possui) |
| Cloudless earth globe animation, rotating west to east at about 8 RPM. | VALORANT Masters            | 0 (não possui)      | 1 (2022.1)     | 0 (não possui) | 1 (2024.1)     |
| REGIONAIS                                                              |                             |                     |                |                |                |
|                                                                        | Competição                  |                     |                |                |                |
| Americas (orthographic projection)                                     | VALORANT Americas           | 1 (2023)            | 1 (2024.K)     | 0 (não possui) | 0 (não possui) |
| Orthographic map of Brazil                                             | VALORANT Challengers Brazil | 2 (2022.1 e 2022.2) | 0 (não possui) | 0 (não possui) | 0 (não possui) |

| REGIONAIS                  | REGIONAIS                     | REGIONAIS      | REGIONAIS                   | REGIONAIS  | REGIONAIS      |
|                            | Competição                    |                |                             |            |                |
| -------------------------- | ----------------------------- | -------------- | --------------------------- | ---------- | -------------- |
| Orthographic map of Brazil | VALORANT Game Changers Brazil | 0 (não possui) | 3 (2023.1, 2023.2 e 2024.2) | 1 (2024.3) | 0 (não possui) |

#### Brawl Stars
| REGIONAIS                               | REGIONAIS                                | REGIONAIS           | REGIONAIS                   | REGIONAIS      | REGIONAIS  |
|                                         | Competição                               |                     |                             |                |            |
| --------------------------------------- | ---------------------------------------- | ------------------- | --------------------------- | -------------- | ---------- |
| South America (orthographic projection) | Brawl Stars Championship: Monthly Finals | 2 (2025.3 e 2025.4) | 3 (2025.1, 2025.5 e 2025.6) | 0 (não possui) | 1 (2025.2) |

## Rivalidades

### Fluxo
A rivalidade entre LOUD e  Fluxo começou no cenário de Free Fire, sendo uma das mais intensas do Brasil. Os times se enfrentaram em diversas edições da Liga Brasileira de Free Fire (LBFF), protagonizando partidas eletrizantes. O embate não é apenas dentro do servidor, mas também no marketing e na influência digital, pois ambas as organizações possuem torcidas extremamente engajadas e disputam o posto de equipe mais popular do cenário mobile brasileiro.

### paiN Gaming
Contra a paiN Gaming, a LOUD tem uma rivalidade mais voltada para o cenário de League of Legends (LoL). Desde que a LOUD entrou no CBLOL, os confrontos com a paiN ganharam grande destaque, impulsionados pelo peso da história da paiN no LoL brasileiro e pela ascensão meteórica da LOUD. As duas organizações possuem torcidas gigantes e engajadas, tornando seus jogos um verdadeiro espetáculo. O ápice da rivalidade aconteceu nas finais do CBLOL 2022.2, 2023.1, 2023.2 e 2024.1, com a LOUD levando a melhor nas 4 finais, consolidando sua supremacia sobre a tradicional equipe. O embate entre LOUD e paiN simboliza o choque entre a nova e a velha guarda do League of Legends nacional.

## Expansão e parcerias
Desde sua fundação, a LOUD tem firmado parcerias estratégicas para lançar produtos exclusivos voltados ao seu público, consolidando sua presença não apenas nos esports, mas também no mercado de lifestyle e consumo.

### Parcerias de Produtos
Em 2021, a LOUD anunciou sua parceria com a Fusion Energy Drink, marca de energéticos da Ambev, trazendo latas personalizadas da organização. A colaboração incluiu campanhas publicitárias, conteúdos exclusivos e ativações voltadas para o público gamer.
Em 2022, LOUD e Tilibra lançaram uma coleção de cadernos para voltas às aulas, o lançamento da coleção contou com quatro opções de capas nos cadernos universitários de 1 e 10 matérias. 
Em 2023, a LOUD firmou uma parceria com a Burger King, a parceria trouxe ao público uma linha exclusiva de lanches temáticos da LOUD. A colaboração incluiu embalagens personalizadas e ações promocionais especiais dentro da rede de fast food.
A LOUD expandiu sua presença no mercado de acessórios ao lançar mochilas e bolsas em parceria com a Clio Style. Os produtos foram desenvolvidos com um design moderno e funcional, atendendo às necessidades dos fãs e jogadores.

### Embaixadores
Em outubro de 2022, a LOUD anunciou o influenciador digital Iran Ferreira, conhecido como Luva de Pedreiro, como embaixador da organização, ampliando sua presença no cenário de influenciadores digitais.
No final de 2023, o jogador de futebol Vinícius Júnior foi integrado como novo embaixador e membro da diretoria da LOUD, fortalecendo a conexão entre esportes tradicionais e eletrônicos.
No final de junho de 2024, a LOUD anunciou a parceria com Darlan Souza, estrela da seleção brasileira de vôlei, como novo embaixador. Torcedor declarado da organização, Darlan agora faz parte de um elenco de ícones da geração Z, reforçando a presença da LOUD em diferentes segmentos do esporte e do entretenimento.

## Prêmios e indicações
| Ano  | Organização           | Categoria                                 | Resultado | Ref.   |
| ---- | --------------------- | ----------------------------------------- | --------- | ------ |
| 2019 | Prêmio eSports Brasil | Organização do Ano                        | Indicado  | [ 32 ] |
| 2020 | Prêmio eSports Brasil | Organização do Ano                        | Indicado  | [ 33 ] |
| 2021 | Esports Awards        | Esports Video Production Team of the Year | Indicado  | [ 34 ] |
| 2021 | Esports Awards        | Esports Organisation of the Year          | Indicado  | [ 34 ] |
| 2021 | Prêmio eSports Brasil | Organização do Ano                        | Indicado  | [ 35 ] |
| 2022 | MTV Millennial Awards | Gaming Heroes                             | Venceu    | [ 36 ] |
| 2022 | Esports Awards        | Content Group of the Year                 | Indicado  | [ 37 ] |
| 2022 | Esports Awards        | Esports Organisation of the Year          | Indicado  | [ 37 ] |
| 2022 | Esports Awards        | Esports Team of the Year                  | Venceu    | [ 38 ] |
| 2022 | Esports Awards        | Esports Creative Team of the Year         | Venceu    | [ 39 ] |
| 2022 | The Game Awards       | Best Esports Team                         | Venceu    | [ 40 ] |
| 2022 | Prêmio eSports Brasil | Organização do Ano                        | Venceu    | [ 41 ] |
| 2023 | Esports Awards        | Esports Creative Team of the Year         | Indicado  | [ 42 ] |
| 2023 | Esports Awards        | Content Group of the Year                 | Indicado  | [ 42 ] |
| 2023 | Esports Awards        | Esports Organisation of the Year          | Indicado  | [ 43 ] |
| 2023 | Prêmio eSports Brasil | Organização do Ano                        | Venceu    | [ 44 ] |
| 2024 | Esports Awards        | Esports Creative Team of the Year         | Indicado  |        |
| 2024 | Prêmio eSports Brasil | Organização do Ano                        | Indicado  |        |